# Aarhus

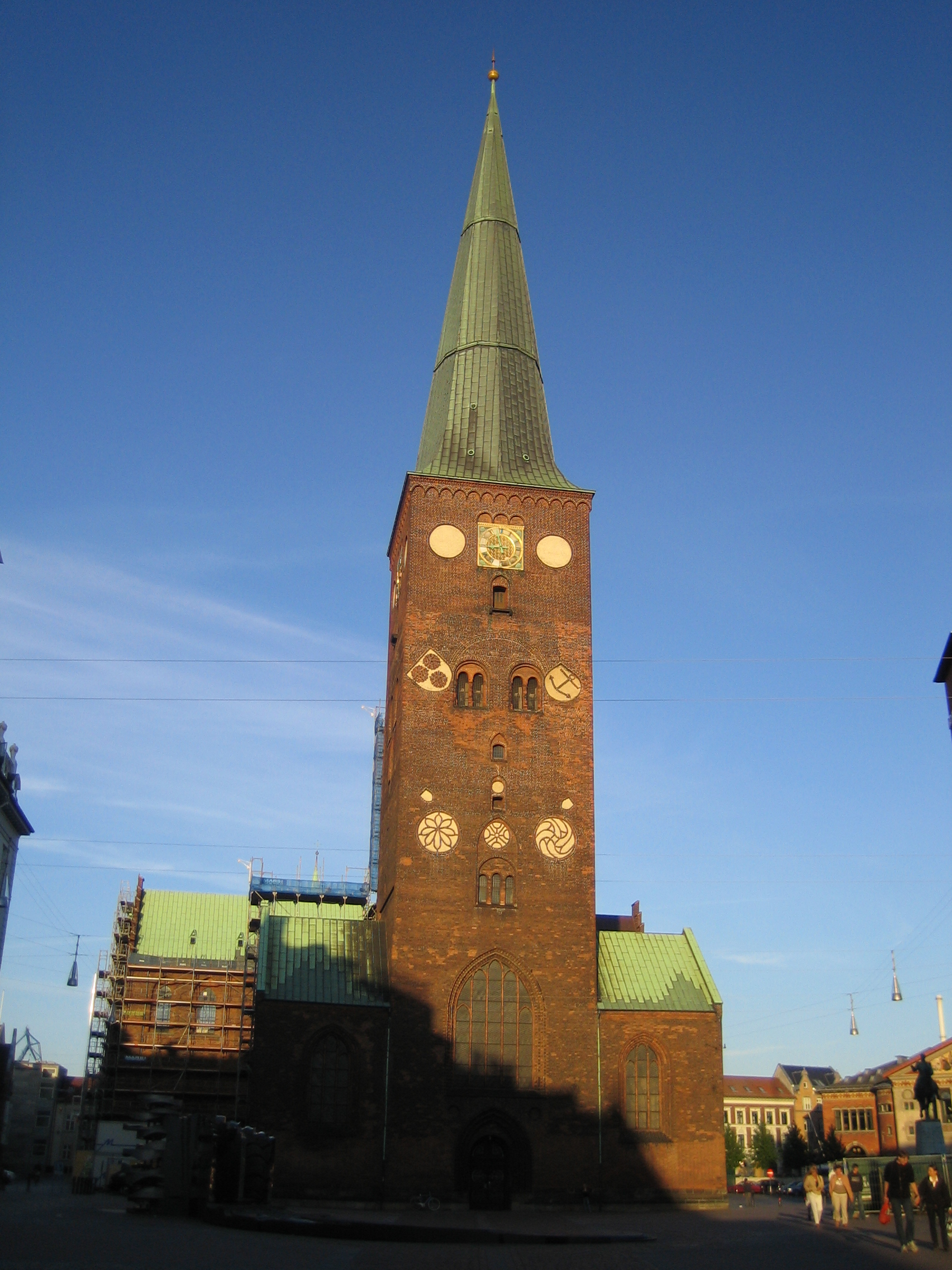
Katedra w Aarhus

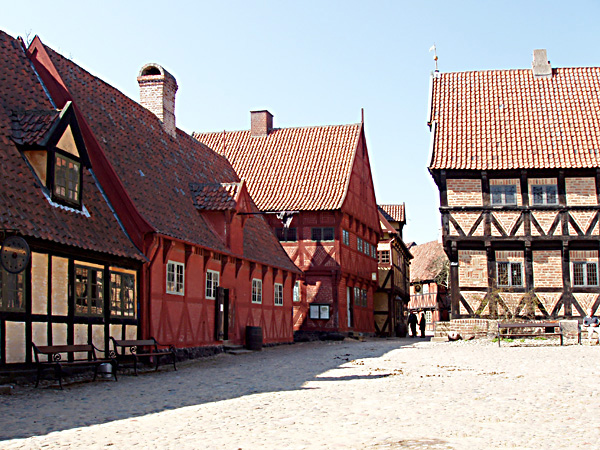
Stare Miasto w Aarhus

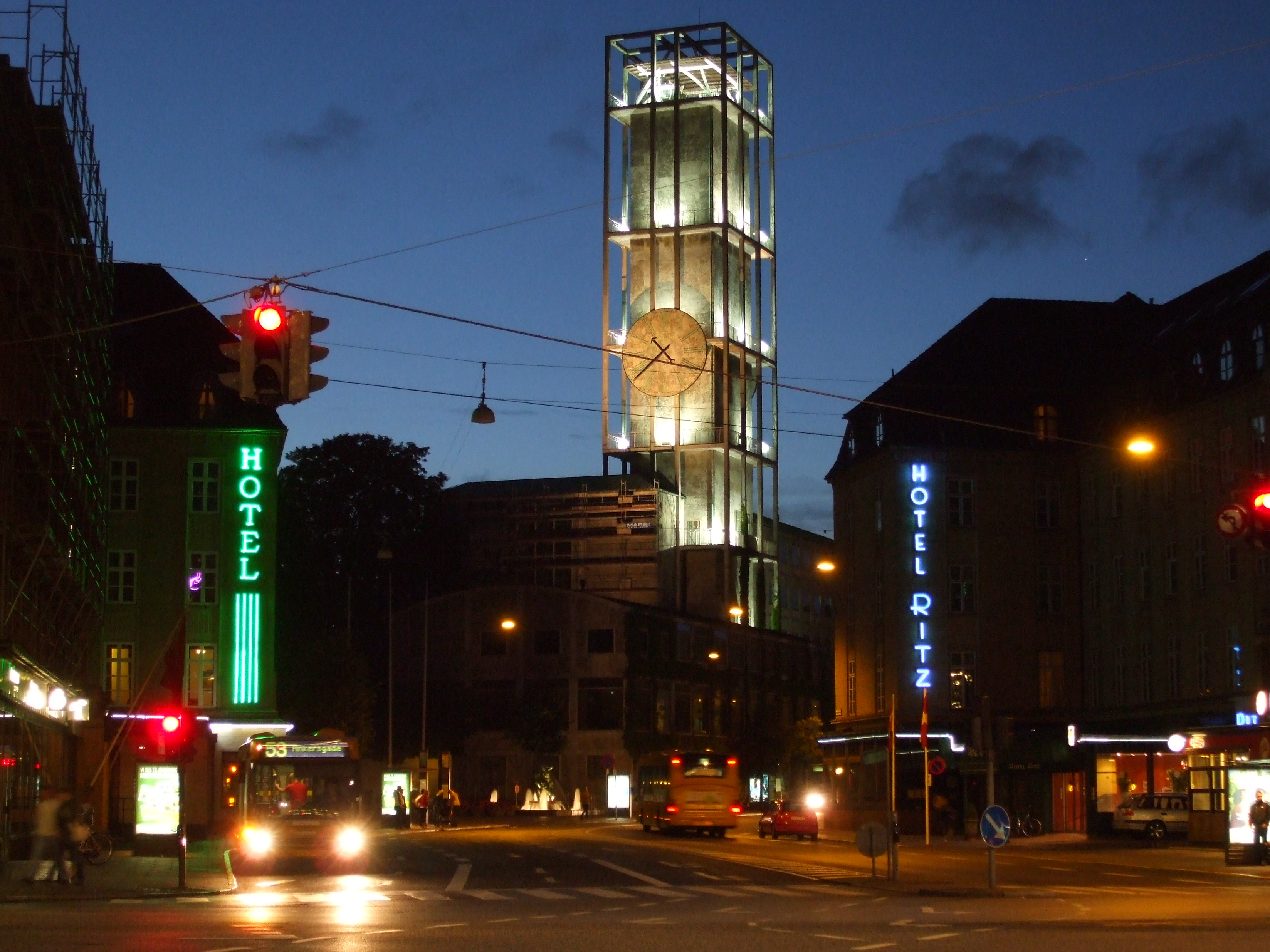
Modernistyczny ratusz w Aarhus

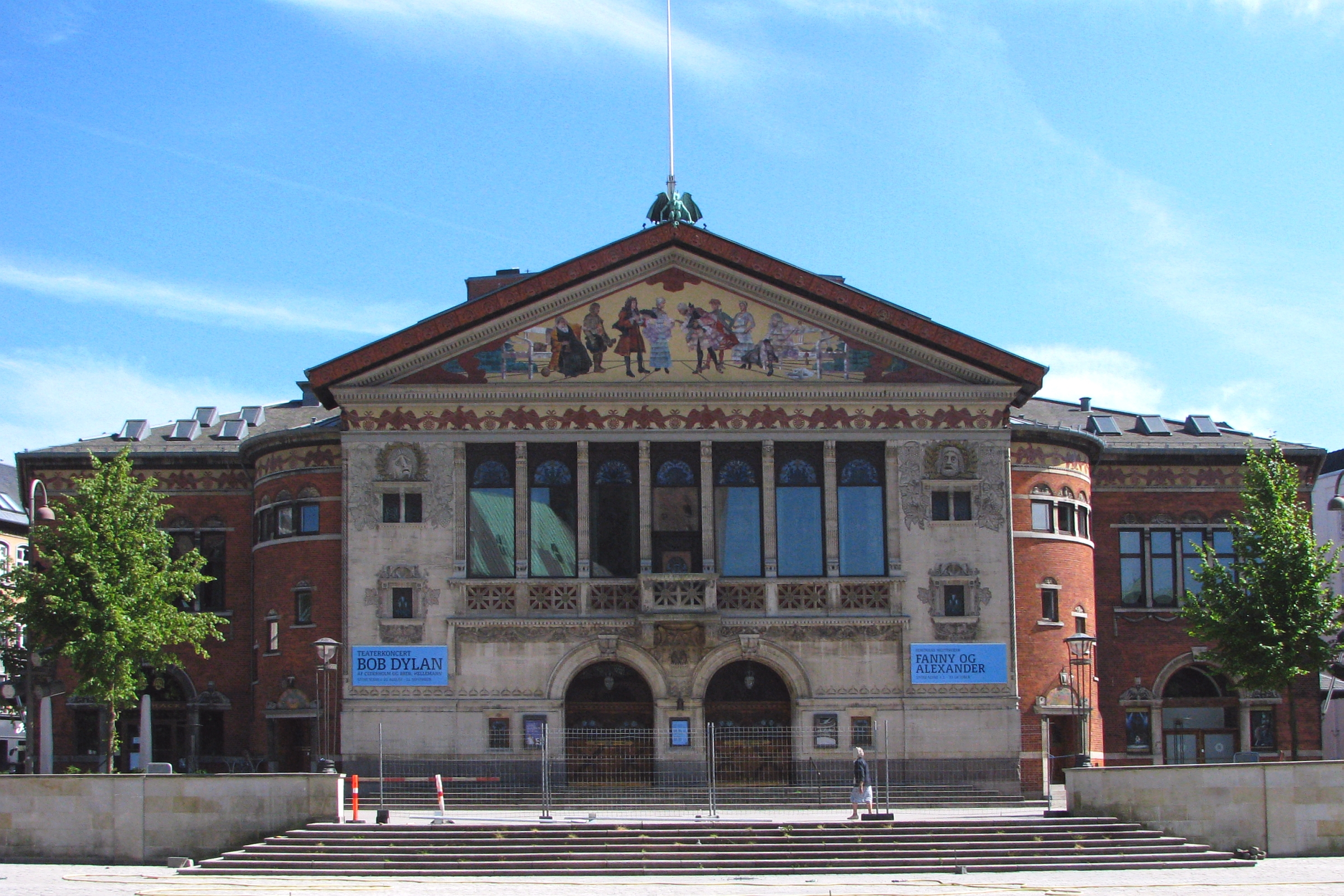
Teatr w Aarhus

Aarhus (od 1948 do 1 stycznia 2011 obowiązywał zapis Århus; [ˈɒːhus, ˈɒːhuːˀs]ⓘ) – drugie pod względem wielkości miasto Danii. Ważny port morski i węzeł kolejowy. Aarhus położony jest na Półwyspie Jutlandzkim w regionie Jutlandia Środkowa (d. okręg Århus Amt). Siedziba gminy Aarhus, a także polskiego konsulatu honorowego. Miasto leży na trasie Europejskiego Szlaku Gotyku Ceglanego.

## Historia
Pierwotna nazwa Aarhus brzmiała Aros (ujście rzeki) i pochodziło od umiejscowienia późniejszego Aarhus przy ujściu przepływającej przez osadę rzeki do zatoki. Wykopaliska archeologiczne potwierdzają, że w czasach wikingów istniała tutaj osada otoczona wałem obronnym, usytuowana na półwyspie pomiędzy morzem a rzeką, Aarhus Å. Od 948 miasto było siedzibą diecezji Aarhus. Splądrowane i spalone podczas najazdu norweskiego króla Haralda III w 1050 r. Od XI w. istniał tutaj ośrodek menniczy, przeniesiony w 1535 r. do Roskilde. W średniowieczu Aarhus stał się ważnym centrum handlowym. Z roku 1441 pochodzi najstarszy znany przywilej handlowy dla miasta. Rozwój miasta zahamowała reformacja, po której nastąpił okres stagnacji. Wcześniej miasto zostało dwukrotnie nawiedzone przez zarazę (1487, 1529) oraz wielki pożar w 1471 r. Około 1570 r. Aarhus liczył blisko 4500 mieszkańców, lecz po zarazie w 1600 r. liczba ta spadła do ok. 4000. W XVII w., podczas wojen duńsko-szwedzkich, miasto zostało okupowane i splądrowane przez wojska szwedzkie (1644). W latach 1657–1659 stacjonowały tutaj sprzymierzone z Danią wojska polskie i brandenburskie. Ponowny rozwój miasto zaczęło przeżywać na przełomie XVII i XVIII w., a był on oparty w głównej mierze na handlu zagranicznym. W 1794 r. miasto otrzymało swoją pierwszą gazetę „Aarhuus Stiftstidende”. W latach 1784–1802 zarządcą miasta (amtmand) był Ove Høegh-Guldberg.
W XIX w. Aarhus stał się drugim co do wielkości miastem Danii. Budowa połączenia kolejowego z resztą kraju i industrializacja w znaczący sposób wpłynęły na rozwój tego portowego miasta. W 1817 zbudowano tutaj cukrownię, a następnie zakłady odzieżowe. W wojnie duńsko-pruskiej miejsce pomyślnej dla Duńczyków bitwy z Prusakami (którzy okupowali miasto w latach 1848–1849), stoczonej 31 maja 1849. W 1861 r. zakończono rozbudowę portu, co przyczyniło się do ożywienia lokalnej gospodarki. Podczas wojny duńsko-pruskiej w 1864 r. Aarhus został okupowany przez Prusaków. W 1880 miasto liczyło 24 831 mieszkańców, w dużej części rybaków. W 1930 miasto liczyło już 101 423 mieszkańców. Główne zajęcia ludności w tym czasie to handel, żegluga, przemysł stalowy (odlewnie żelaza), włókienniczy (zakłady bawełniane), spożywczy (browary, fabryki spirytusowe i tytoniowe). Modernizacja miasta postępowała od początku XX w.: w 1901 r. miasto otrzymało elektryczność, a w 1903 r. tramwaje. W 1928 założono tutaj drugi duński uniwersytet i powiązane z nim instytucje, co uczyniło Aarhus najważniejszym ośrodkiem naukowo-kulturalnym Jutlandii. W latach 1940–1945 miasto znalazło się pod okupacją niemiecką. We wrześniu 1942 r. lotnicy RAF zbombardowali urządzenia rafinerii ropy naftowej na terenie portu w Aarhus, a w 1944 r. siedzibę gestapo. Doszło również do wielu akcji sabotażowych skierowanych przeciw interesom niemieckim. W okresie powojennym nastąpiła znacząca rozbudowa podmiejskich osiedli. W 1960 Aarhus liczył 177 234 mieszkańców, a w 1990 liczba mieszkańców przekroczyła 200 tysięcy. W 2019 liczba mieszkańców wzrosła do niemal 280 tys.

## Zabytki i muzea
- Katedra (Aarhus Domkirke) – najdłuższy (93 m) i najwyższy (wieża o wys. 96 m) kościół w Danii. Świątynia została zbudowana ok. 1200 r. jako katedra na miejscu, w którym pochowano lokalnego świętego Nielsa (Mikołaja), do grobu którego pielgrzymowano. Budowę nowej katedry zapoczątkowano w 1191 r. z datków składanych przez pątników u grobu świętego. Pierwotnie kościół romański, bazylikowy. Obecny gotycki wygląd nadała mu przebudowa z XV w., która radykalnie zmieniła pierwotny wygląd świątyni. Katedra posiada ciekawe wyposażenie wnętrza (XV-XVIII w.) z czteroskrzydłowym gotyckim ołtarzem głównym z II połowie XV w. będącym dziełem Bernta Notke (ok. 1435-1509) z Lubeki.
- Kościół NMP (Vor Frue Kirke) – były kościół św. Mikołaja. Świątynia niegdyś stanowiła część klasztoru dominikanów, założonego ok. 1227 r. Kościół ten pełnił niegdyś funkcję katedry. Z pierwotnego kościoła zachowała się krypta z XI w. Obecny budynek kościoła, w większości gotycki, pochodzi z ok. 1400 r. We wnętrzu zachowały się średniowieczne freski i wyposażenie z XVI i XVII w.
- Den Gamle By / Stare Miasto – Żywy skansen z 3 krainami tematycznymi z XIX i XX wieku, które pozwolą zobaczyć jak wyglądało codzienne życie w 1864 roku, w latach dwudziestych XX wieku oraz w latach 70[8].
- Pałac Marselisborg (Marselisborg Slot) – letnia rezydencja duńskiej rodziny królewskiej z lat 1900–1902.
- Muzeum Przyrodniczo-Historyczne (Naturhistorisk Museum) – wystawa dotycząca powstania życia na Ziemi oraz historii naturalnej duńskich prowincji.
- Muzeum Duńskiej Straży Pożarnej (Det Danske Brandværnsmuseum) – posiada kolekcję ok. setki wozów straży pożarnej.
- Muzeum Wikingów (Vikingemuseet) – ekspozycja dotyczy życia wikingów w okolicach miasta i opiera się na rekonstrukcjach oraz eksponatach odkrytych na terenie miasta.
- Muzeum Miasta Aarhus (Aarhus Bymuseum) – placówka zajmuje się badaniem historii miasta.
- Muzeum Sztuki (Aarhus Kunstmuseum) – placówka posiada zbiór sztuki duńskiej od 1750 r. do czasów współczesnych.
- Modernistyczny ratusz – z lat 1938–1942, dzieło Arne Jacobsena i Erika Møllera.

## Gospodarka
W mieście rozwinął się przemysł środków transportu, maszynowy, metalowy, papierniczy, chemiczny, szklarski, spożywczy oraz włókienniczy.

## Herb Aarhus
Herb Aarhus znany jest z pieczęci miejskiej z 1250 r., a w dzisiejszej formie został oficjalnie zatwierdzony do użytku w 1938 r. Autorem rysunku był Fr. Britze. W polu błękitnym ponad srebrnymi falami dwie wieże czerwone połączone łukiem (symbolizującym lokalną katedrę), pod którym ukazane zostały postaci w szatach błękitnych: św. Klemensa z kotwicą złotą i św. Pawła z mieczem złotym. Ponad nimi księżyc i gwiazda złote. Św. Klemens jest patronem lokalnej katedry. Kotwica jest aluzją do jego śmierci męczeńskiej (został utopiony z kotwicą u szyi).

## Demografia
- Wykres liczby ludności Aarhus na przestrzeni ostatnich 340 lat[7]

## Współpraca międzynarodowa
- Bergen, Norwegia
- Göteborg, Szwecja
- Turku, Finlandia
- Qaqortoq, Grenlandia
- Harbin, Chiny
- Petersburg, Rosja
- Rostock, Niemcy
- Nowy Sad, Serbia
- Kilonia, Niemcy